# 郭英男
郭英男（1921年3月20日—2002年3月29日）是台灣臺東縣馬蘭社的阿美族人，為部落傳統文化及歌謠的傳承及領唱者。

## 生平
郭英男於1921年出生於臺東馬蘭部落（falangaw），在部落的年齡階層中屬「恢復階層」（latihmok）。他是德高望重的部落耆老，而且歌聲高亢、善於領唱因而常被一些民族音樂學家列為重要的報導人。1988年法國巴黎世界文化館（Maison des cultures du monde）舉辦「太平洋地區原住民舞蹈音樂節」，經由許常惠教授、蔡麗華教授及許瀛洲先生的規畫安排下，選定屏東縣三地門鄉三地村排灣族、台東縣延平鄉霧鹿村布農族共同參與演出。並由法國巴黎的世界文化館（法語：Maison des cultures du monde）錄音製作出版了CD專輯。

## 事件
1993年，德國的樂團「Enigma (謎) 」樂團將郭英男在法國錄製的專輯中的一首〈飲酒歡樂歌〉（palafang）擷取部分旋律，取樣之後混合在他們的歌曲《Return to Innocence》（返樸歸真），並被1996年夏季奧林匹克運動會的宣傳短片選用為主題曲。然而謎樂團的編創並未得到郭英男的允許或授權，隨著奧運會的盛大舉行，有關原住民文化與著作權的爭議也很快地浮現到檯面。學者也提到了著作權制度與口傳文化甚至文化的傳承之間的矛盾之處，以及對文化發展可能的影響。爾後在魔岩唱片的協助和努力之下，謎樂團與郭英男達成和解，謎樂團所屬德國維京音樂經理表示，謎樂團創建者麥可·克里圖並無刻意去侵犯任何人版權的意思。郭英男也表示著「只要能讓大家知道這首是來自台灣阿美族的歌曲、並且是我與我的妻子郭秀珠（Igay Duana）所唱即可了」。
1998年郭英男在比利時音樂製作家丹·拉克斯曼等人的協助下，首次錄製了在台灣的個人專輯《生命之環》，其中收錄了郭英男最廣為人知的歌曲「飲酒歡樂歌」，當年銷售量除了在台灣IFPI得到第15名成績、在日本也有不錯的回應。1999年年底所發行的第二張專輯《橫跨黃色地球》，獲隔年第11屆金曲獎最佳民族樂曲專輯獎，郭英男個人則入圍最佳演唱人獎。
2002年3月29日郭英男因敗血症引發的肺炎逝世，享壽81歲。其妻子郭秀珠也在三週後離世。

## 馬蘭吟唱隊
為郭英男結合族人的合唱隊，成員除郭英男和妻子郭秀珠外，另有郭秀英、郭國治、郭林姑、陽順英共六人。該吟唱隊皆在郭英男的兩張個人專輯裡演出。

## 專輯

### 生命之環
| 順序 | 曲名               | 長度 |
| ---- | ------------------ | ---- |
| 1    | 拜訪歌             | 5:14 |
| 2    | 階層歌             | 4:31 |
| 3    | 戀愛歌             | 4:08 |
| 4    | 勞動歌             | 3:37 |
| 5    | 喪偶悲歌           | 4:23 |
| 6    | 撿田螺             | 4:01 |
| 7    | 拜把歌             | 4:39 |
| 8    | 林三四歌           | 5:52 |
| 9    | 滿載而歸           | 3:03 |
| 10   | 飲酒歡樂歌         | 3:53 |
| 11   | 飲酒歡樂歌（原音） | 3:40 |

### 橫跨黃色地球
| 順序 | 曲名             | 長度 |
| ---- | ---------------- | ---- |
| 1    | 滿載而歸         | 3:26 |
| 2    | 迎賓歌           | 3:53 |
| 3    | 牽牛歌           | 4:09 |
| 4    | 驅邪歌（迷離版） | 4:05 |
| 5    | 恩愛歌           | 5:59 |
| 6    | 捕魚歌（晨曦版） | 4:07 |
| 7    | 珍重再見         | 3:53 |
| 8    | 拜訪歌           | 3:18 |
| 9    | 驅邪歌（進行式） | 5:36 |
| 10   | 飲酒歡樂歌（II） | 5:09 |
| 11   | 懷念喪子歌       | 4:44 |
| 12   | 捕魚歌（夕照版） | 4:32 |

※在日本則先後發行了《CIRCLE OF LIFE》（1998年）、《AMIS》（1999年）、《across the yellow earth》（2000年）、《The World of Difang》（2000年）、（2009年）5份郭英男專輯

## 榮譽
- 2000年4月以《橫跨黃色地球 Across the yellow earth》獲得第11屆金曲獎的最佳民族樂曲專輯獎
- 2002年5月行政院追授「國家民族藝術大師」頭銜

## 外部連結
- （中文）台灣大百科全書的郭英男條目（文建會版權所有） （页面存档备份，存于）
- （日語）日本滾石唱片的郭英男網頁 （页面存档备份，存于）